# 토평초등학교 (경기)
토평초등학교는 대한민국 경기도 구리시에 있는 공립 초등학교이다.

## 학교 연혁
- 1971년 3월 1일 인창초등학교 토평분교 설립 인가
- 1972년 3월 2일 토평국민학교 승격
- 1983년 5월 10일 구리국민학교로 분리 전출(638명)
- 1984년 6월 14일 부양국민학교로 분리 전출(222명)
- 1996년 3월 1일 토평초등학교로 개칭
- 2001년 2월 28일 수택초등학교로 분리 전출(113명)
- 2011년 2월 16일 제39회 졸업식(128명 졸업)
- 2012년 2월 14일 제40회 졸업식(116명 졸업, 누계 9,584명)
- 2012년 3월 1일 초등 19학급, 특수학급 3학급, 유치원 2학급 편성
- 2012년 8월 3일 공모교장평가 매우 우수교 선정
- 2013년 2월 15일 제41회 졸업식(86명 졸업, 누계 9,670명)
- 2013년 3월 1일 제12대 최원 교장 부임
- 2013년 3월 1일 초등 19학급, 특수학급 3학급, 유치원 2학급 편성
- 2014년 2월 14일 제42회 졸업식(120명 졸업, 누계 9,890명)
- 2014년 3월 3일 초등 20학급, 특수학급 3학급, 유치원 2학급 편성

## 인접한 학교
- 부양초등학교
- 구리중학교
- 구리고등학교
- 토평중학교
- 토평고등학교